# Leptostracos
Do grego “Lepto” fino “óstrakon” concha (concha fina). Os leptóstracos, única ordem da subclasse Phyllocarida, conhecidos também como filocáridos, são pequenos malacóstracos marinhos e bentônicos - com exceção de uma espécie planctônica. Atualmente, há registros de 20 espécies presentes em todo o mundo, possuem entre 10 a 40 mm de comprimento, se assemelhando a pequenos camarões envolvidos em uma grande carapaça.

#### História Evolutiva
Segundo evidências morfológicas e paleontológicas, supõe-se que os leptóstracos sejam o representante mais antigo, ou seja, o táxon de características mais plesiomórficas da fauna atualmente. Sobretudo, este grupo de malacóstracos apresenta possíveis homologias ao crustáceo ancestral.

#### Alimentação
No que diz respeito aos hábitos alimentares, inclui ingestão de depósitos e carnivoria, apesar da maioria dos leptóstracos se alimentarem de partículas em suspensão nas águas rasas. A única espécie planctônica se alimenta de ovos de organismos zooplanctônicos.

###### Estrutura corporal
A organização do corpo forma-se por um abdome, um tórax e uma cabeça. Apresenta um par de olhos compostos pedunculado. Há oito pares de toracópodes homônomos que são filopódios birremes.O trato digestivo é organizado em anterior e posterior. A carapaça desses organismos, são vascularizadas, bipartidas e curvadas conforme a extensão da linha mediano-dorsal, proporcionando que suas valvas (esquerda e direita) sejam juntadas pelo músculo adutor.
O abdome apresenta 7 segmentos, sendo os seis primeiros pleópodes, em que os quatro primeiros pares são enormes birremes e natatórios. Já os últimos dois pares são menores, unirremes e não são encontrados em modificação em urópodes. Quanto a estrutura grande télson, abriga, o ânus terminal e a grande furca caudal, a partir do sétimo segmento.
Os nefrídios saculiformes pareados apresentam-se presentes nos segmentos antenal e maxilar. Os organismos da ordem Leptostraca possuem um coração que é como um tubo dorsal cumprido com sete pares de óstios.
A cefalização do sistema nervoso é reduzida, apesar de haver um pequeno gânglio subesofágico. O cordão nervoso é formado por uma sequência de 17 gânglios segmentares.

#### Ciclo de vida
Possuem um ciclo de vida com desenvolvimento direto, sem estágios larvais distintos, além de que ocorre a liberação dos ovos no ambiente marinho que serão fertilizados pelo macho.
Sobre a parte reprodutora, nos machos, os gonóporos se encontram nas extremidades de um par do aparelho reprodutor. A partir dos ovos eclodem pós-larvas com pleópodes incompletos, e que continuam mantendo-se na bolsa incubadora (câmara branquial) sob a carapaça.

#### Autapomorfia
Carapaça bivalve, pernas torácicas achatadas e rostro articulado.
1. 1 2  Barnes, D;  et al. (2005). Zoologia dos Invertebrados. [S.l.]: Roca. ISBN 8572415718